# Władysław Roch Gurowski
Władysław Roch Gurowski herbu Wczele (ur. ok. 1715, zm. 23 maja 1790 w Warszawie) – marszałek wielki litewski od 1781, marszałek nadworny litewski od 1768, pisarz wielki koronny od 1764, szambelan Augusta III od 1758.

## Życiorys
Był synem kasztelana poznańskiego Melchiora i Zofii z Przyjemskich.
W 1737 wraz z trzema braćmi udał się przez Drezno do Francji, w celu dalszej edukacji. Kształcił się prawdopodobnie w szkole Stanisława Leszczyńskiego w Lunéville. Wstąpił na służbę w wojsku francuskim. W 1748, na polecenie Maurycego Saskiego wyjechał do Petersburga. Tam bezskutecznie próbował przekupić rosyjskiego kanclerza Aleksieja Bestużewa, w celu przekonania cesarzowej Elżbiety do zgody na intronizację Maurycego na tron Księstwa Kurlandii i Semigalii.
W czasie okupacji Wielkopolski przez wojska rosyjskie podczas wojny siedmioletniej został komisarzem królewskim przy rekwizycjach furażu i prowiantu. Przy aprowizacji wojsk rosyjskich dokonał wielu nadużyć i malwersacji finansowych.
Konsyliarz konfederacji Czartoryskich w 1764 roku.
W czasie sejmu konwokacyjnego atakował zwolenników Karola Stanisława Radziwiłła Panie Kochanku i zażądał wykluczenia z elekcji wszystkich, którzy nie podpisali inspirowanej przez Familię konfederacji generalnej. Był posłem województwa poznańskiego na sejm elekcyjny 1764 roku. W 1764 roku był elektorem  Stanisława Augusta Poniatowskiego z województwa poznańskiego, jako delegowany od Rzeczypospolitej podpisał jego pacta conventa. Był posłem na sejm 1766 roku z województwa kaliskiego. Wkrótce stał się jedną z najbardziej wpływowych postaci obozu prorosyjskiego w Rzeczypospolitej. W nagrodę Katarzyna II udekorowała go Orderem św. Anny i przyznała mu stałą pensję. Na polecenie posła rosyjskiego Nikołaja Repnina, wraz z marszałkiem nadwornym koronnym Jerzym Augustem Mniszchem przygotowywał konfederację radomską w Wielkopolsce. W załączniku do depeszy z 2 października 1767 roku do prezydenta Kolegium Spraw Zagranicznych Imperium Rosyjskiego Nikity Panina, poseł rosyjski Nikołaj Repnin określił go jako posła właściwego dla realizacji rosyjskich planów na sejmie 1767 roku. W czasie obrad Sejmu Repninowskiego jako poseł województwa poznańskiego i kaliskiego, był jednym z inicjatorów wyłonienia delegacji traktatowej, która podpisała traktat wieczystej przyjaźni pomiędzy Rosją a Rzecząpospolitą, czyniący z Polski rosyjski protektorat. Dzięki protekcji Repnina został w 1768 marszałkiem nadwornym litewskim. W odwecie konfederaci barscy spustoszyli jego wielkopolskie dobra. 24 marca 1768 na Radzie Senatu głosował za wezwaniem wojsk rosyjskich w celu stłumienia konfederacji barskiej. Wiosną 1769 zepchnięty przez oddział konfederacki na bagna, salwował się ucieczką na pruski Śląsk. Stamtąd słał do posła rosyjskiego w Warszawie Michaiła Wołkońskiego rachunki na zaległe pensje z poselstwa rosyjskiego. W październiku 1769 przyjechał do Warszawy i na posiedzeniu Senatu oddał swój głos przeciwko niepodległościowej polityce Czartoryskich. Denuncjował Rosjanom wszystkie poczynania Stanisława Augusta Poniatowskiego, oskarżając go o tajne układy z Francją. Był autorem pamfletu przeciwko konfederacji barskiej Rozmowa gabinetowa w Dukli.
W czerwcu 1772 odznaczony przez króla Orderem Świętego Stanisława i Orderem Orła Białego. Członek konfederacji 1773 roku, podpisał się na pierwszym zniszczonym egzemplarzu aktu konfederacji, następnie 16 kwietnia 1773 roku złożył przyrzeczenie (sponsję), że podpisze ponownie konfederację. W czasie obrad Sejmu Rozbiorowego był jednym z przywódców konfederacji Adama Ponińskiego, wszedł w skład delegacji wyłonionej pod naciskiem dyplomatów trzech państw rozbiorczych, mającej przeprowadzić rozbiór. 18 września 1773 roku podpisał traktaty cesji przez Rzeczpospolitą Obojga Narodów ziem zagarniętych przez Rosję, Prusy i Austrię w I rozbiorze Polski.
W 1778 roku miał roczną pensję przyznaną z kasy ambasadora rosyjskiego w Rzeczypospolitej w wysokości 2400 czerwonych złotych. Członek Departamentu Skarbowego Rady Nieustającej w 1779 roku.
Był jednym z inicjatorów powstania Rady Nieustającej, działał w Komisji Rozdawniczej Litewskiej, która zajęła się przekazywaniem stronnikom rosyjskim, majątku skonfiskowanego, skasowanemu zakonowi jezuitów. W 1774 odznaczony Orderem św. Aleksandra Newskiego. W lutym 1775 przeprowadził demarkację nowej granicy z Rosją. W latach 1775–1780, jako wypróbowany stronnik Katarzyny II i Stanisława Augusta Poniatowskiego, zasiadał w Radzie Nieustającej. Członek konfederacji Andrzeja Mokronowskiego w 1776 roku. W 1781 roku został marszałkiem wielkim litewskim. Był członkiem konfederacji Sejmu Czteroletniego w 1788 roku.